# Princes Town
Princes Town is een stad in Trinidad en Tobago en is de hoofdplaats van de gelijknamige regio Princes Town.
Princes Town telt naar schatting 11.000 inwoners.